# Mori Ōgai

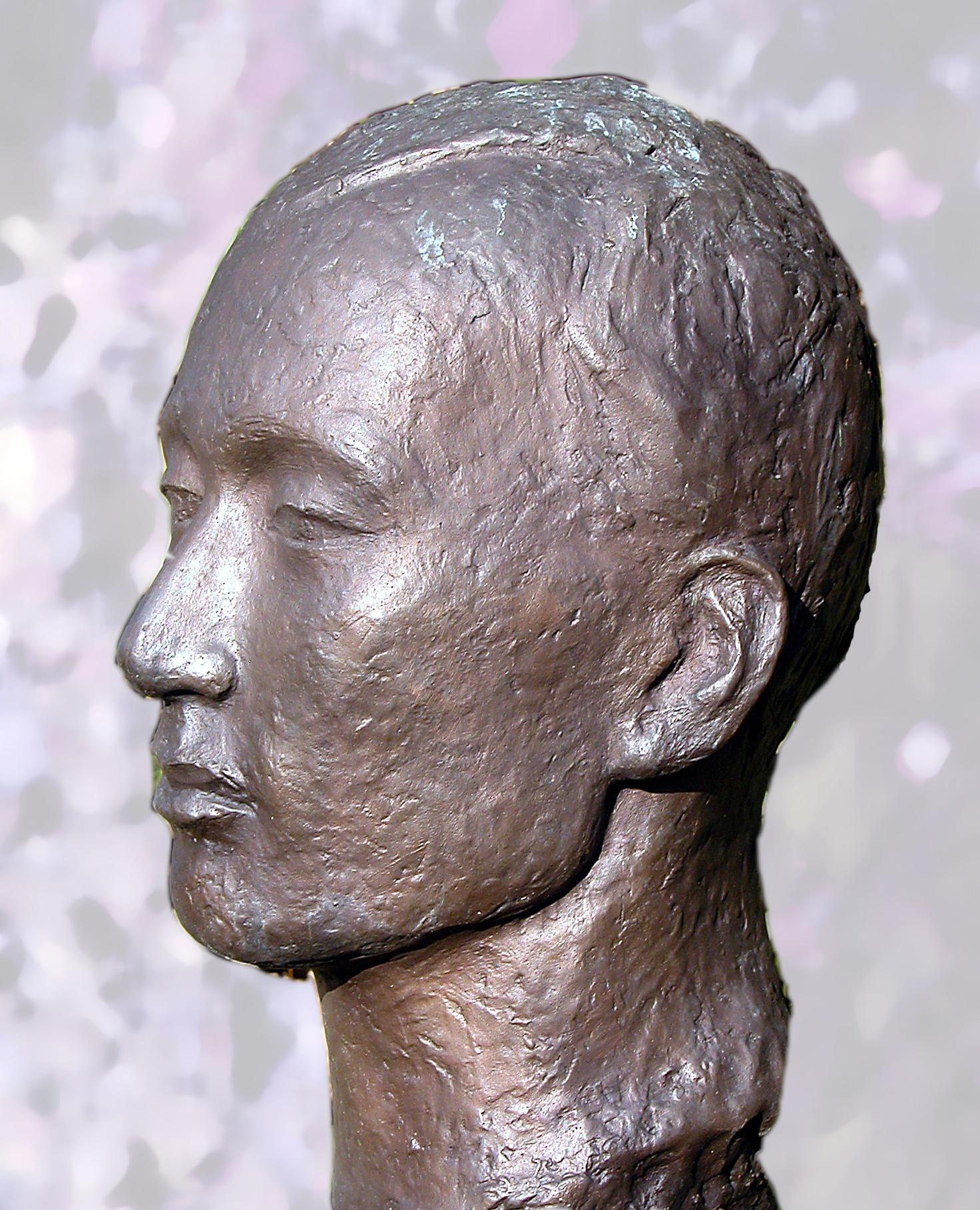
Büste von Mori Ōgai (2007)

Mori Ōgai (japanisch 森 鷗外; * als Mori Rintarō am 17. Februar 1862 in Tsuwano; † 9. Juli 1922 in Tokio) war ein japanischer Militärarzt, Dichter und Übersetzer. Ōgai („Möwenfern“) ist sein Schriftstellername, den er mit Unterbrechungen von 1885 bis 1913 verwendete. Sein Familienname ist Mori, sein bürgerlicher Vorname Rintarō (林太郎).

## Kindheit und Jugend

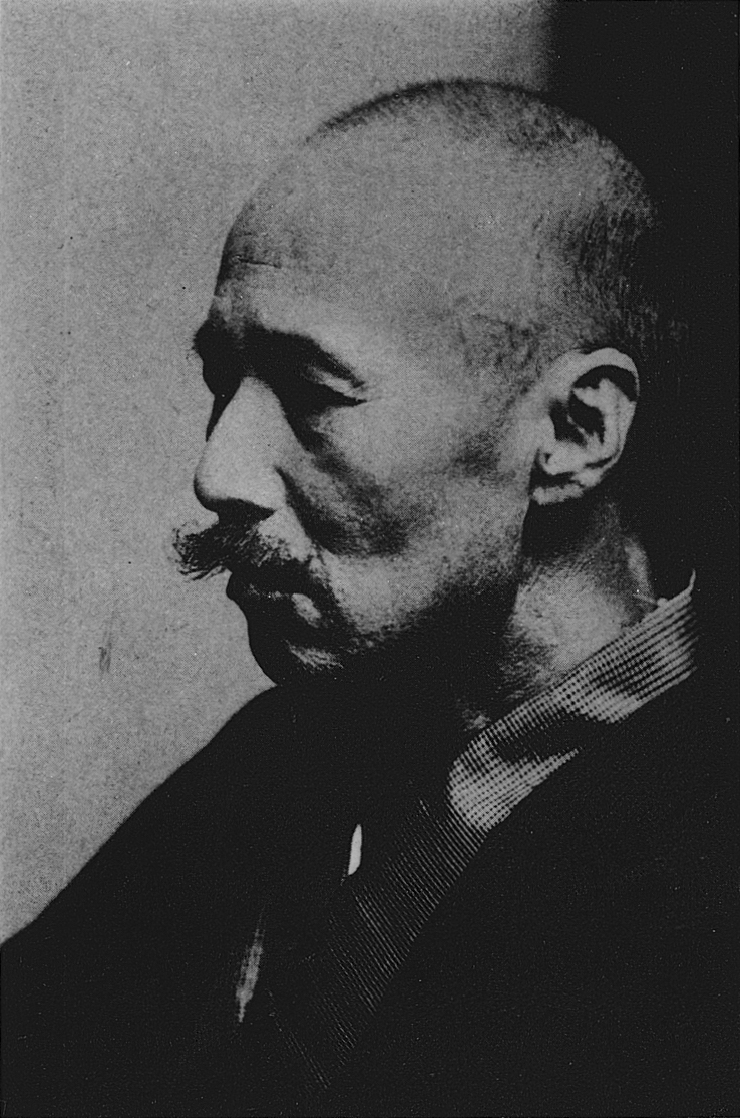
Mori Ōgai (Okt. 1916)

Mori Ōgai (Mori Rintarō) wurde in der Burgstadt Tsuwano, Hauptstadt des Fürstentums Tsuwano, in der südwestjapanischen Provinz Iwami (heute Präfektur Shimane) als erster Sohn der Mori Mineko und des fürstlichen Leibarztes Mori Shizuo geboren. Die Fundamente seiner Bildung wurden in der lokalen fürstlichen Schule Yōrō-kan (養老館, „Akademie Pflege der Alten“) gelegt. Hierzu gehörte das Studium der konfuzianischen Schriften, das Reiten, Bogenschießen, der Schwert- und der Lanzenkampf. Daneben erwarb er in privatem Unterricht Grundkenntnisse der „Hollandkunde“ (Rangaku). Im Sommer 1872, d. h. nur wenige Jahre nach der Absetzung des letzten Tokugawa-Shoguns, Yoshinobu, ging der Vater mit ihm nach Tokio (vormals Edo), um ihm eine Ausbildung nach den neuen medizinischen Standards zu ermöglichen. Denn die neue Regierung hatte 1870 per Dekret für die Ausbildung und Praxis die deutsche Medizin zum bindenden Modell erklärt, doch die Umsetzung in den Regionen brauchte einige Zeit. In diesen Jahren wohnte Mori bei seinem Onkel Nishi Amane, der als Begründer der modernen japanischen Philosophie gilt. Ab 1874 besuchte er den Vorbereitungskurs der späteren Medizinhochschule in Tokio, aus welcher die Medizinische Fakultät der heutigen Staatlichen Universität Tokio hervorging. Zugleich studierte er weiterhin die klassische Literatur Chinas und Japans, aber auch europäische Literatur, die er vor allem über das Deutsche kennenlernte.
Zu seinen akademischen Lehrern gehören einige der Begründer der modernen Heilkunde in Japan: die Chirurgen Leopold Müller, Wilhelm Schultze sowie der Internist Erwin von Baelz. Mori schloss sein 1877 begonnenes Medizinstudium 1881 mit 19 Jahren ab und diente anschließend als Militärarzt.

## Auslandsstudium
Von 1884 bis 1888 studierte er als Regierungsstipendiat Hygiene und Heeressanitätswesen in Leipzig, Dresden, München und Berlin, unter anderem bei Robert Koch und Max von Pettenkofer. Daneben beschäftigte er sich intensiv mit europäischer Literatur, Religion, Philosophie, Musik und Kunst. Einen lebendigen Eindruck dieser Zeit vermittelt sein Deutsches Tagebuch (独逸日記 Doitsu nikki), das übersetzt vorliegt.
1886 erregte ein in der Allgemeinen Zeitung publizierter Artikel des aus Japan zurückgekehrten Geologen Heinrich Edmund Naumann seine Aufmerksamkeit. Mori verfasste eine mehrseitige Replik, welche die Redaktion unverzüglich abdruckte. Der Disput wurde von Naumann fortgesetzt und endete im Februar 1887 mit einer abschließenden Erwiderung von Mori. Dieser konnte zwar diverse Missverständnisse klären, doch schwerer tat er sich mit Naumanns Vorwurf, dass Japan den Westen ohne ein tieferes Verständnis des Hintergrunds kopiere und sich zugleich durch die Geringschätzung der eigenen Geschichte und Kultur ernsthaft schwäche. Dieses Thema sollte er auch später erneut aufgreifen.

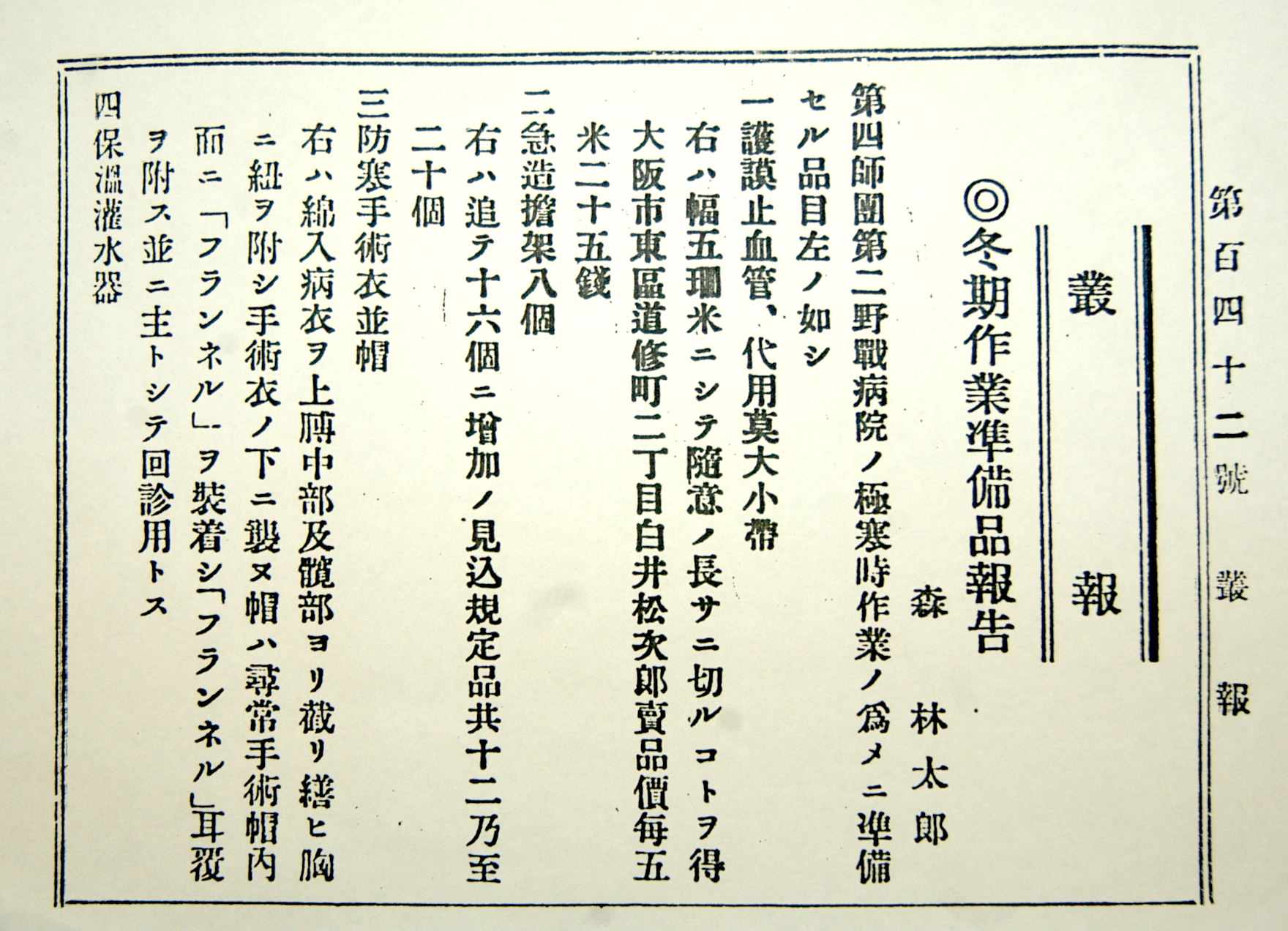
Gedruckter Bericht von Mori Rintarō über die Ausrüstung von Feldhospitalen in extrem kalter Umgebung. Gemeint ist höchstwahrscheinlich die Mandschurei.

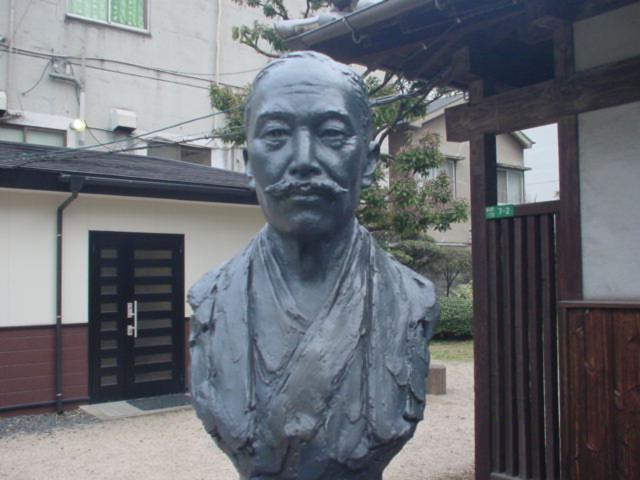
Büste von Mori Ōgai in Kokura, Kitakyūshū

## Militärdienst
Zurück in Japan, avancierte Mori in den folgenden beiden Jahrzehnten zum Generaloberarzt des Heeres. Zu Beginn des Japanisch-Chinesischen Krieges (1894–1895) war er in der Mandschurei, im Folgejahr in Taiwan eingesetzt. Seit 1899 diente er in Kokura auf Kyūshū, 1902 wurde er nach Tokio versetzt.
Im Russisch-Japanischen Krieg (1904–1905) kam Mori erneut in die Mandschurei. Von der deutschen Schule stark beeinflusst, weigerte er sich, Beriberi als Vitaminmangelerkrankung zu akzeptieren, obwohl der oberste Arzt der Marine, Takaki Kanehiro, bereits auf der richtigen Spur war und durch Umstellung des Bordessens große Erfolge erzielt hatte. Moris Auffassung resultierte in 27.000 Todesfällen durch Beriberi bei 47.000 Toten durch Kampfeinwirkung. Nach seinem Abschied vom Militärdienst (April 1916) wurde er Generaldirektor der Kaiserlichen Bibliotheken und Museen (Dezember 1917). Zudem war er Vorsitzender der Japanischen Akademie der Künste von 1919 bis zu seinem Tod 1922.

## Literarisches Schaffen
Seinen Einstand in das geistige Leben seines Heimatlandes gab Mori mit seinen „drei deutschen Novellen“, in denen er Begebenheiten des Studienaufenthalts verarbeitete. Berühmt wurde vor allem die Erzählung Die Tänzerin (舞姫 Maihime, 1890). Er beschreibt darin die scheiternde Liebesbeziehung eines Japaners in Berlin. In Japan ebenfalls sehr beliebt und bekannt ist auch die Novelle Wellenschaum (うたかたの記 Utakata no ki, 1890) – noch heute suchen japanische Touristen den Starnberger See eigens wegen dieser Novelle auf.
Die 38-bändige Gesamtausgabe seines Werks umfasst neben Tagebüchern und Briefen sowie medizinischen, historischen, kulturkritischen und literarischen Arbeiten (darunter Lyrik, Dramen und Erzählliteratur) Übersetzungen von Clausewitz, Goethe, Heine, E.T.A. Hoffmann, Ibsen, Kleist, Knigge, Camille Lemonnier, Lessing, Schiller, Strindberg und vielen anderen.
1885 besucht er während seines Studienaufenthaltes in Deutschland am 27. Dezember Auerbachs Keller. Hier erhält er die Anregung, Goethes Faust I und Faust II ins Japanische zu übersetzen. In sein Tagebuch schrieb er, dass er zum Spaß eingewilligt habe, den Faust zu übersetzen. Seine bis heute gültige Übersetzung ist 1913 gedruckt worden. 2009 wurde in Auerbachs Keller das großflächige Gemälde Mori Ogai erinnert sich an den 27. Dezember 1885 in Auerbachs Keller des Malers Volker Pohlenz enthüllt.

## Nachfahren
Mori starb am 9. Juli 1922. Er hinterließ vier Kinder: aus erster Ehe Otto (於菟, Oto; 1890–1967, Arzt), aus zweiter Ehe mit Mori Shigeko (geb. Araki, 1880–1936) die Töchter Mari (茉莉, Mari; 1903–1987, Schriftstellerin) und Anne (杏奴, Annu, verheiratete Kobori (小堀); 1909–1998, Schriftstellerin) und Louis (類, Rui; 1911–1991, Schriftsteller). Sein 1907 geborener Sohn Fritz (不律, Furitsu) starb bereits vier Monate nach der Geburt.

## Positionierung in der japanischen Moderne
Aufgrund seiner Fähigkeit, japanische und chinesische mit europäischer Bildung zu vereinen und vor diesem Hintergrund – als Staatsbeamter und Literat – dem zu entsprechen, was Goethe in Maximen und Reflexionen „Forderung des Tages“ nennt, gilt er als eine der beispielhaften Persönlichkeiten Japans am Beginn der Moderne. Bis zum Ende des zwanzigsten Jahrhunderts gehörte eine gewisse Kenntnis seines Werks zum schulischen Grundwissen. Der japanische Literaturwissenschaftler Kotani Yukio vergleicht Mori Ōgai mit Alphonse Daudet.

## Gedenkstätten in Deutschland
In Berlin-Mitte, Luisenstraße / Ecke Marienstraße, gibt es seit 1989 die Mori-Ōgai-Gedenkstätte. Ihren Anfang nahm sie 1984 als Gedenkzimmer, eingerichtet durch die Humboldt-Universität, unterstützt durch staatliche Stellen der DDR und Japans. Von 1984 bis 2021 betreute die Japanologin Beate Wonde, Mitglied im Vorstand der japanischen Mori-Ōgai-Gesellschaft, diese Institution. Sie wurde dafür 2022 vom japanischen Tennō mit dem Orden der Aufgehenden Sonne geehrt. In der Gedenkstätte können sich Interessenten während der Öffnungszeiten mit dem Werk des Arztes und Schriftstellers vertraut machen.
2007 wurde im Schlossgarten von Schloss Döben, zur Erinnerung an seinen Aufenthalt und Wirken in Sachsen, zusammen mit dem japanischen Botschafter Toshiyuki Takano eine Büste enthüllt.
In Machern östlich von Leipzig steht auf dem Markt ein Wasserspiel (gestaltet von Maria Ondrej), bei dem eine der Erinnerungstafeln dem japanischen Dichter Mori Ōgai gewidmet ist, der 1885 in Machern zu Besuch war. Auch in Mutzschen östlich von Leipzig erinnert eine Gedenktafel an dessen Zeit im Ort, im Stadtmuseum ist ein Teil der Ausstellung ihm gewidmet.

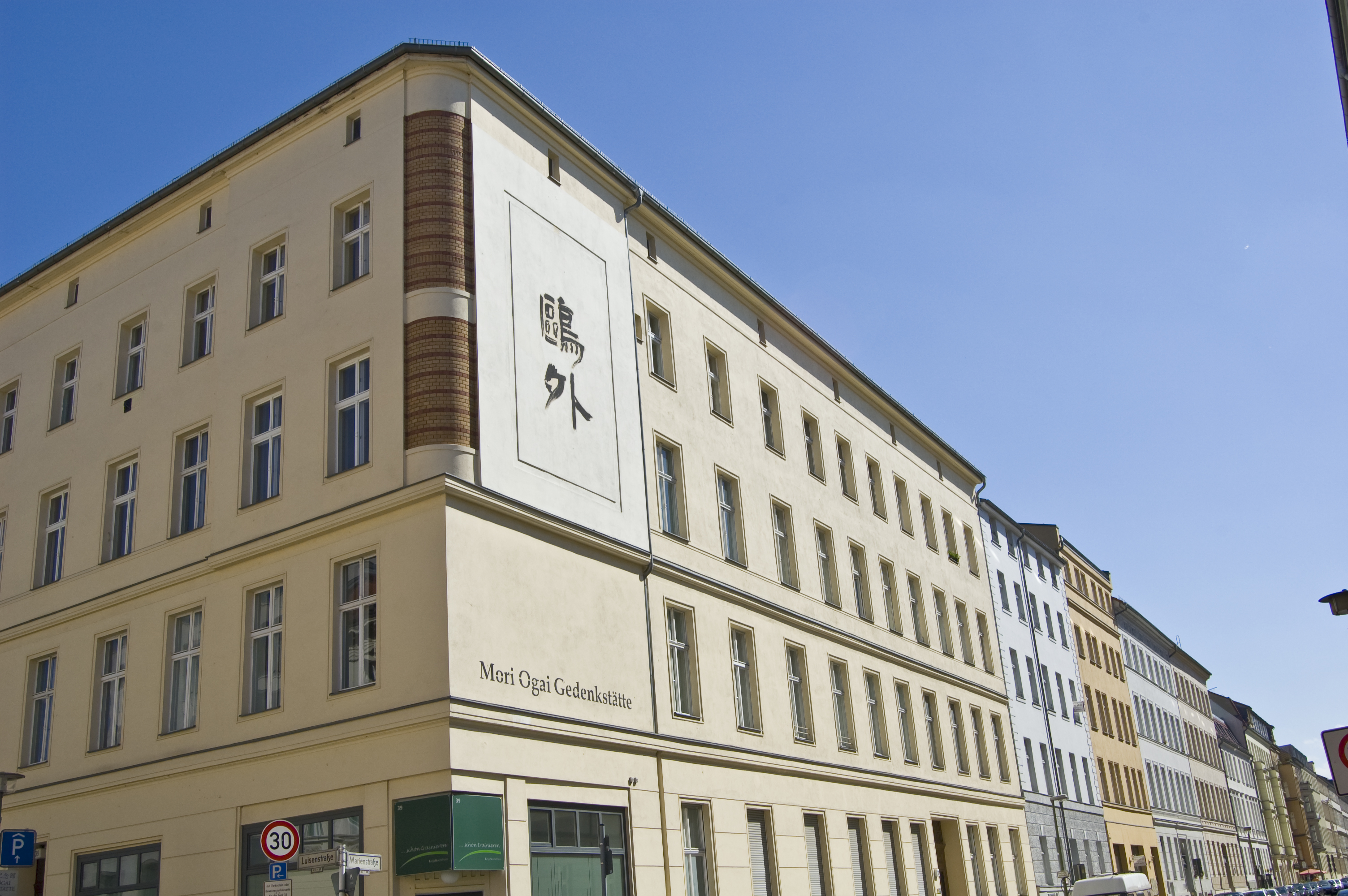
Berliner Gedenkstätte im ersten Stock in Ōgais ehemaliger Wohnung
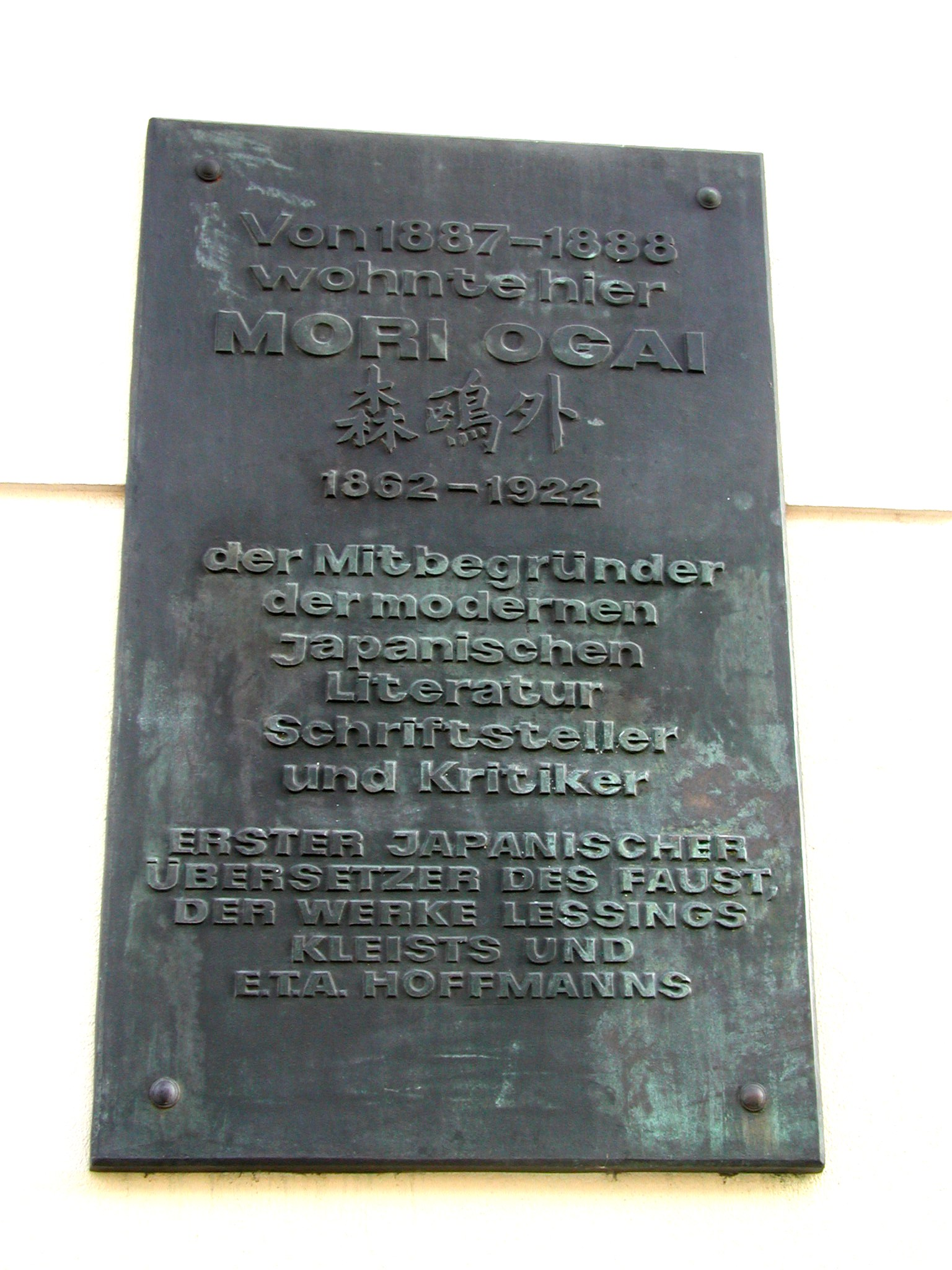
Gedenktafel in der Luisenstraße
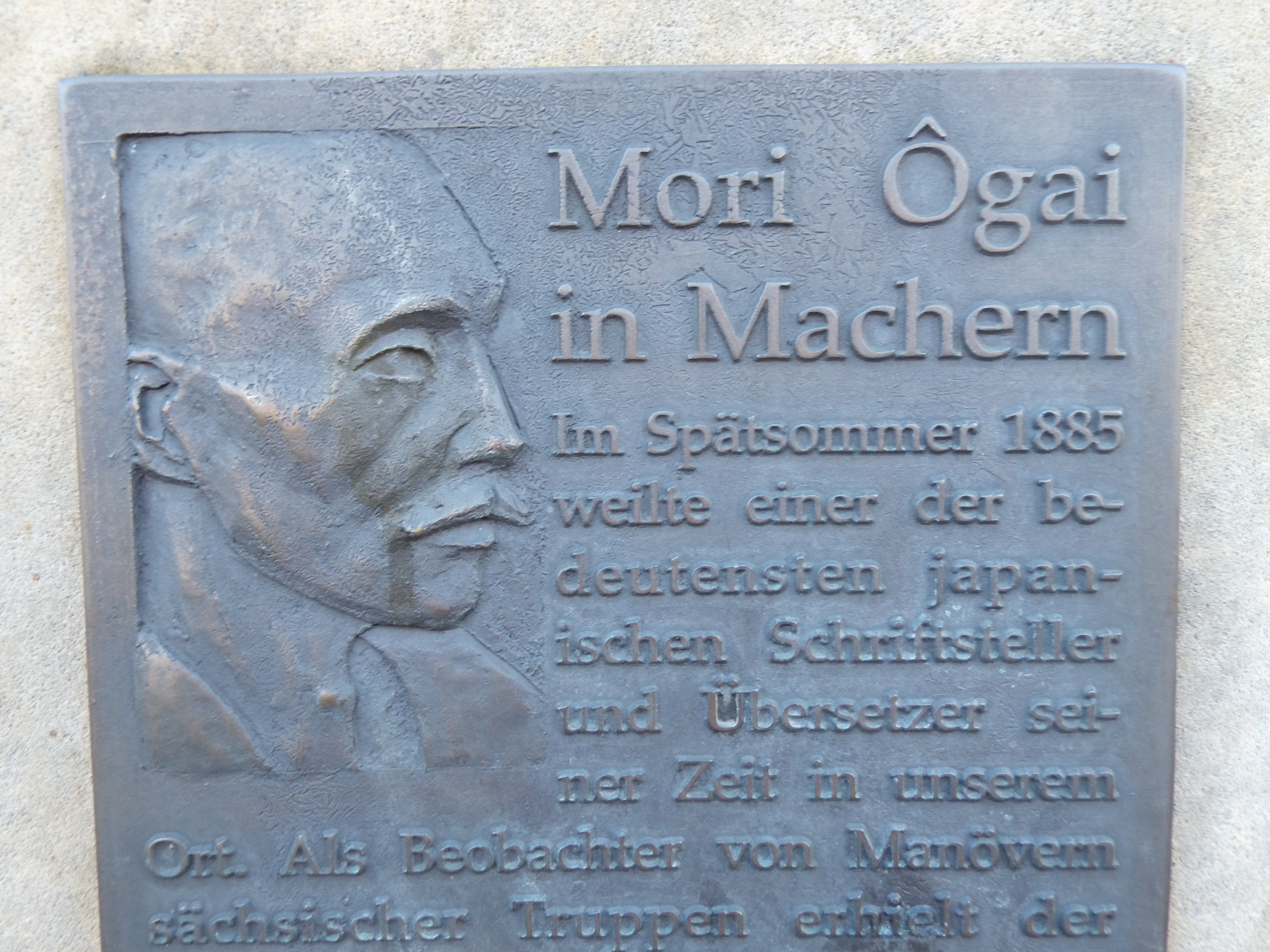
Gedenktafel in Machern für Mori Ōgai
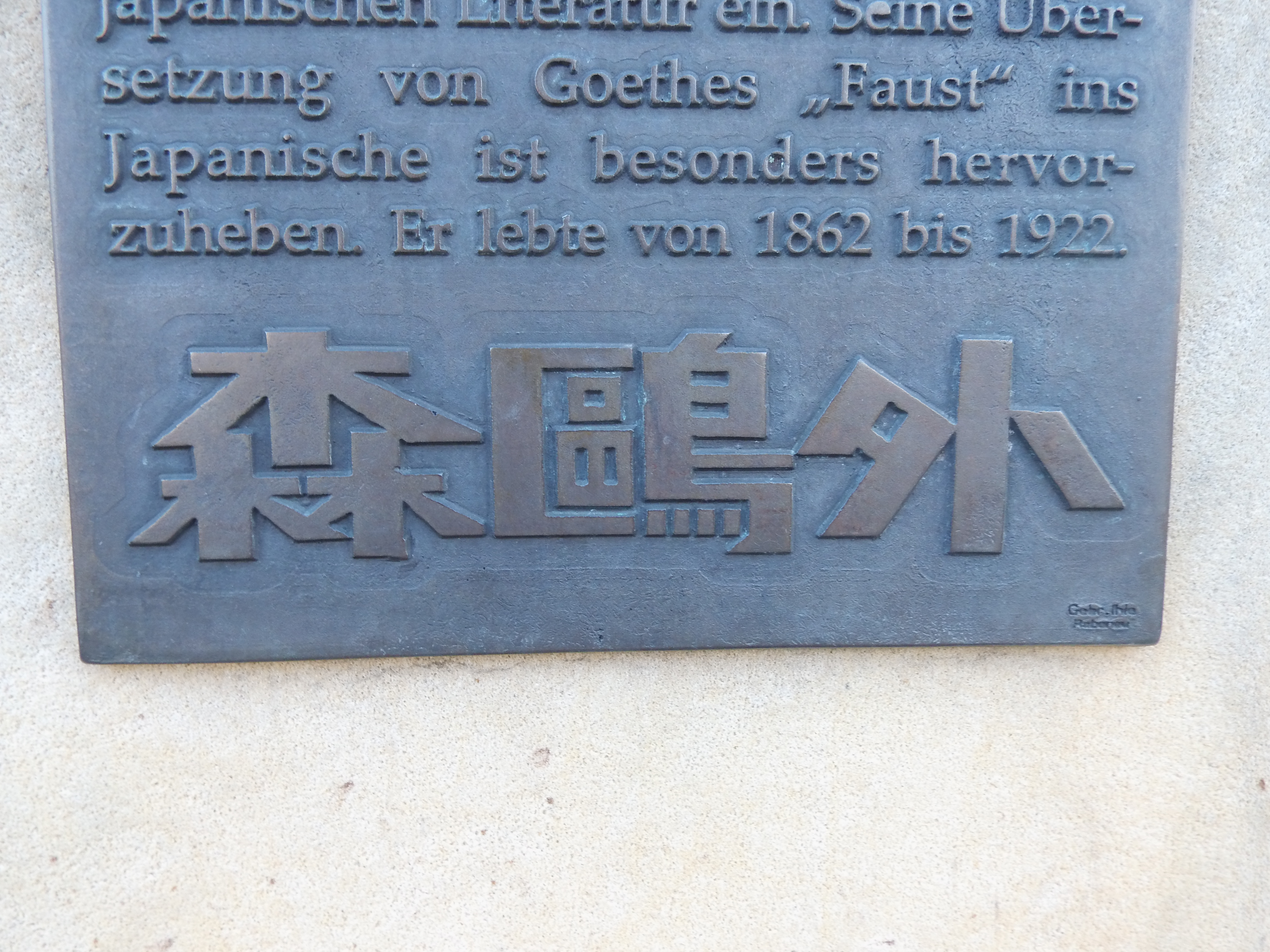
Gedenktafel in Machern für Mori Ōgai
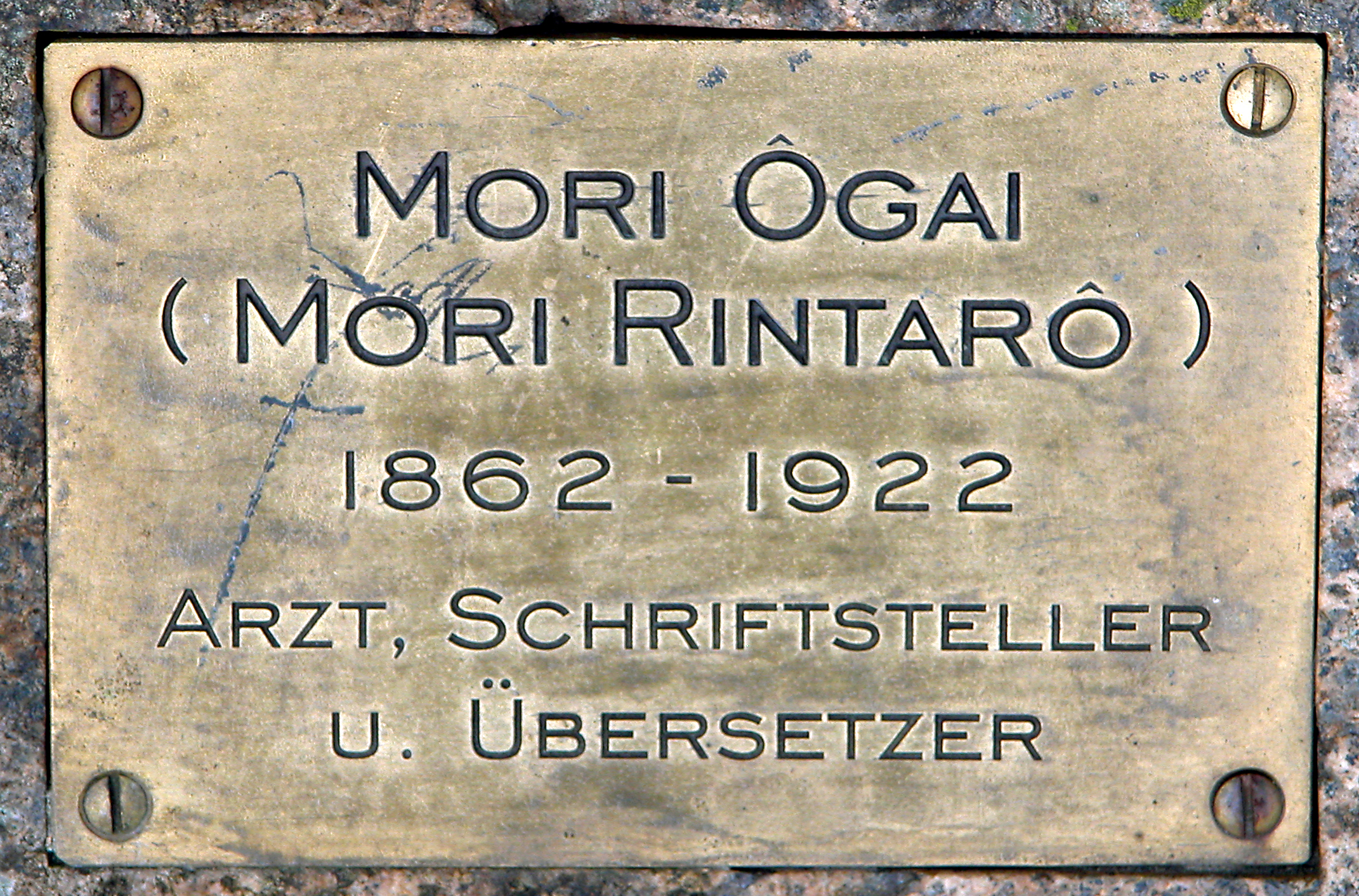
Gedenktafel von Mori Ōgai auf Schloss Döben
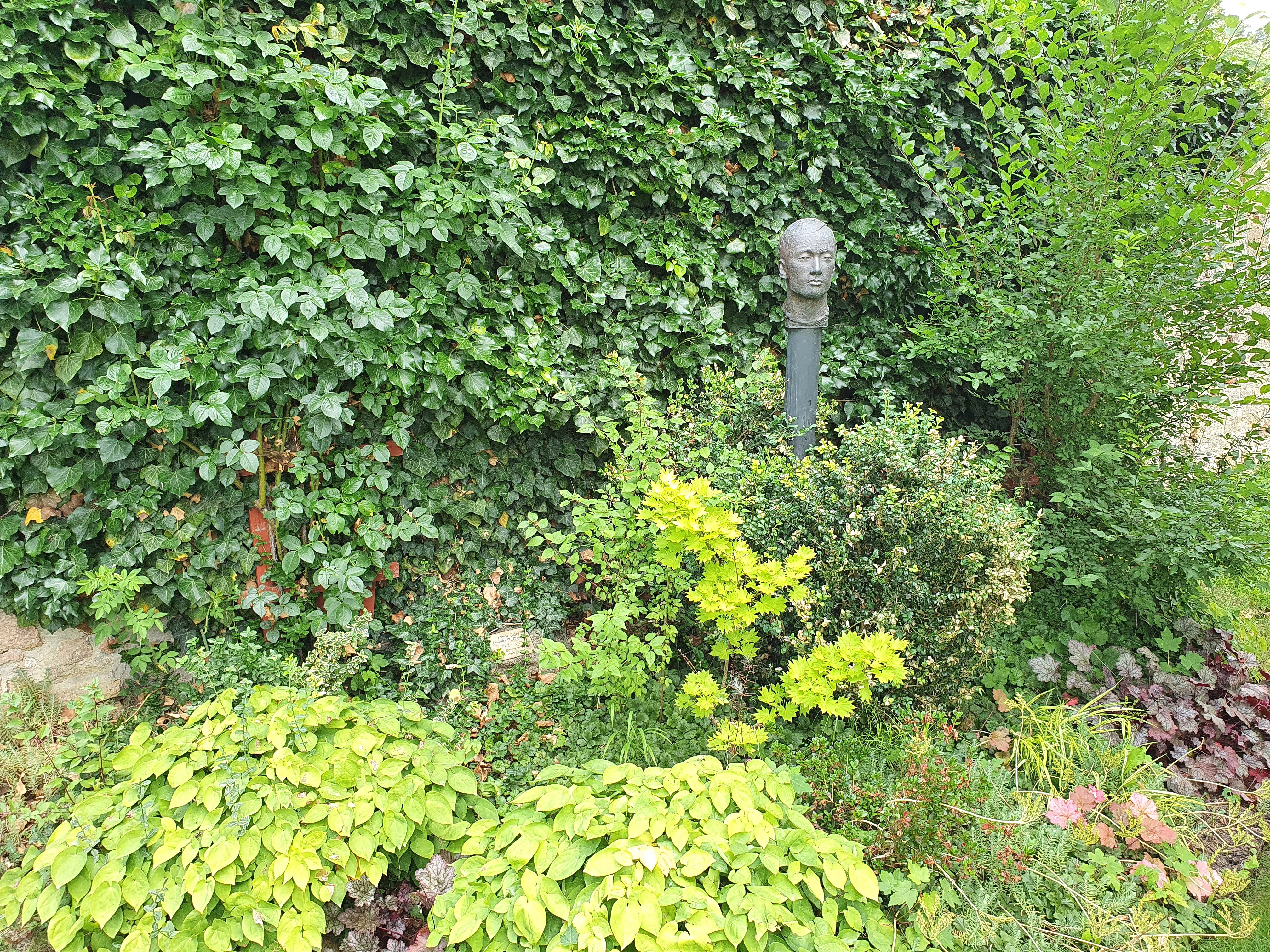
Gedenkstätte auf Schloss Döben

## Werke
- Doitsu nikki (獨逸日記, 1889–1893), dt. Deutschlandtagebuch 1884–1888, übersetzt von Heike Schöche (Tübingen: Konkursbuchverlag, 2019, ISBN 978-3-88769-063-2).
- Maihime (舞姫, 1890), dt. Das Ballettmädchen[11], übersetzt von Jürgen Berndt (Berlin: be.bra verlag, 2010, ISBN 978-3-86124-910-8).
- Tamakushige futari Urashima (玉篋両浦嶼, 1902), dt. Das Perlenkästchen und zwei mit Namen Urashima, übersetzt von Rosa Wunner (Kleine Reihe herausgegeben für die Mori-Ōgai-Gedenkstätte der Humboldt-Universität zu Berlin Nr. 2, 1997, ISSN 1435-0351).
- Wita sekusuarisu (ヰタ・セクスアリス, 1909), dt. Vita sexualis, übersetzt und mit einem Nachwort von Siegfried Schaarschmidt (Frankfurt am Main: Suhrkamp, 1983, ISBN 3-518-01813-2).
- Densha no mado (電車の窓, 1910), dt. Das Straßenbahnfenster, aus dem Japanischen von Wolfgang Schamoni (Hefte für Ostasiatische Literatur Nr. 21 (November 1996), iudicium Verlag, München, S. 81–87)
- Fushinchū (普請中, 1910), dt. Im Umbau. Gesammelte Erzählungen[12], übersetzt und erläutert von Wolfgang Schamoni (Frankfurt am Main: Insel, 1989, ISBN 3-458-16015-9); (Berlin: Insel, 2019, ISBN 978-3-458-24171-3).
- Seinen (青年, 1910), dt. Jugend[13]
- Asobi (あそび, 1910), dt. So spielerisch leicht, übersetzt von Eva Schönfeld (Kleine Reihe herausgegeben für die Mori-Ōgai-Gedenkstätte der Humboldt-Universität zu Berlin Nr. 36, 2005, ISSN 1435-0351).
- Gan (雁, 1911–13), dt. Die Wildgans, übersetzt und mit einem Nachwort von Fritz Vogelgsang (Frankfurt: Insel, 1962); (Frankfurt: Suhrkamp, 1984, ISBN 3-518-01862-0); (Zürich: Manesse, 2012).
- Shakkuri (吃逆, 1912), dt. Schluckauf, übersetzt von Karsten Krauskopf (Kleine Reihe herausgegeben für die Mori-Ōgai-Gedenkstätte der Humboldt-Universität zu Berlin Nr. 32, 2005, ISSN 1435-0351).
- Nezumizaka (鼠坂, 1912), dt. Mäusesteig, übersetzt von Wolfgang Schamoni (Hefte für Ostasiatische Literatur Nr. 10 (Oktober 1990), iudicium Verlag, München, S. 48–57)
- Abe Ichizoku (阿部一族, 1913), dt. Das Geschlecht der Abe (Tokyo: Japanisch-Deutsche Gesellschaft, 1960); Der Untergang des Hauses Abe in: Die fünfstöckige Pagode (Düsseldorf und Köln: Eugen Diederichs, 1960; Regensburg: Pustet, 1960).
- Sanshōdayū (山椒大夫, 1915), dt. Sanshōdayū (in: Das Geschlecht der Abe, 1960, s. o.); verfilmt als Sansho Dayu – Ein Leben ohne Freiheit.
- Takasebune (高瀬舟, 1916), dt. Das Geleitschiff Takasebune, in: Japanische Meister der Erzählung (Bremen: Walter Dorn, 1960), S. 29–38.

## Bibliographie
- Mori Ōgai. A Bibliography of Western-Language Materials. Compiled by Harald Salomon. Incorporating the Findings of Rosa Wunner in Japonica Humboldtiana 2 (1998), Wiesbaden: Harrassowitz Verlag, 2008. 178 S., 1 Abb. (Izumi 10)
- S. Noma (Hrsg.): Mori Ōgai. In: Japan. An Illustrated Encyclopedia. Kodansha, 1993. ISBN 4-06-205938-X, S. 1005.
- VOX POPULI: Mori Ogai’s life demonstrates no one can see the end to all roads, The Asahi Shimbun, 14. Juli 2022